# Esferoide

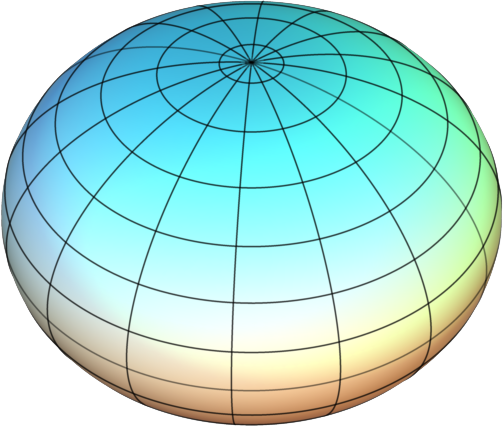
Un esferoide oblato.

Un esferoide es un elipsoide de revolución, es decir, la superficie que se obtiene al girar una elipse alrededor de uno de sus ejes principales. Por convenio, el eje de simetría se denomina c y se sitúa en el eje de coordenadas cartesianas z; el eje perpendicular al de simetría se denomina a.
Si a > c (el eje de simetría es el menor), la superficie se llama esferoide oblato o simplemente esferoide.
Si a < c (el eje de simetría es el mayor), la superficie se llama esferoide prolato u oblongo.
Nota Si a = c (el eje de simetría es igual), la superficie es una esfera; la esfera es un caso especial de esferoide en donde la curva generatriz es una elipse de ejes iguales, es decir, una circunferencia.
Esferoide oblato
Un esferoide oblato es un elipsoide rotacionalmente simétrico en el cual el eje polar es más pequeño que el diámetro de su círculo ecuatorial. Dícese, también, aplanado o achatado por los polos.
Varios planetas y otros objetos astronómicos tienen formas de esferoides oblatos, por ejemplo Saturno y Altair, así como en menor grado la misma Tierra (véase Forma de la Tierra).
Esferoide prolato u oblongo
Un esferoide prolato es un esferoide en el que su eje polar es mayor que su diámetro ecuatorial. Sírvanos como ejemplo un balón de rugby.

## Ecuación cartesiana

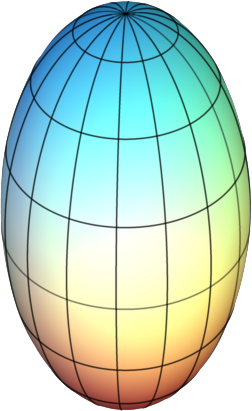
Un esferoide prolato.

La ecuación de un esferoide, en coordenadas cartesianas, con su centro  en el origen de coordenadas, es:
{\displaystyle {\cfrac {x^{2}+y^{2}}{a^{2}}}+{\cfrac {z^{2}}{c^{2}}}=1}
siendo a y c los semiejes, estando el segmento c en el eje de coordenadas z.

## Área
El área de la superficie de un esferoide puede expresarse de diversas formas: 
{\displaystyle S=2\pi a\left(a+{\cfrac {c}{e}}\arcsin e\right)}
{\displaystyle S=\pi \cdot \left[2a^{2}+{\cfrac {c^{2}}{e}}\ln \left({\cfrac {1+e}{1-e}}\right)\right]}
siendo e la excentricidad de la elipse:
{\displaystyle e={\sqrt {1-{\cfrac {c^{2}}{a^{2}}}}}}
a y c son los semiejes, estando situado c en el eje de coordenadas z.

## Volumen
El volumen de un esferoide es: 
{\displaystyle V={\cfrac {4}{3}}\pi a^{2}c}
siendo a y c los semiejes, estando situado c en el eje de coordenadas z.

## Usos
El esferoide prolato es la forma del balón en varios deportes, por ejemplo el rugby, el fútbol australiano o el fútbol americano. En este último se usa un esferoide prolato más puntiagudo.
Varias lunas del sistema solar tienen formas aproximadas a las de esferoides prolatos, por ejemplo Mimas, Encélado y Tetis (todas ellas satélites de Saturno), Miranda (un satélite de Urano), así como el planeta enano Haumea.